# Mia Hansen-Løve
Ne doit pas être confondu avec Mia Love.
Pour les articles homonymes, voir Hansen-Løve.
Mia Hansen-Løve est une réalisatrice, scénariste et critique de cinéma française née le 5 février 1981 à Paris 5e.
Elle est notamment la réalisatrice de Tout est pardonné (2007), qui reçoit le prix Louis-Delluc du premier film, Le Père de mes enfants (2009), L'Avenir (2016), Bergman Island (2021) et Un beau matin (2022).

## Biographie

### Carrière
Mia Hansen-Løve est la fille de Laurence et Ole Hansen Løve, tous deux professeurs de philosophie (son grand-père paternel était danois), et la sœur de Sven Løve. Par sa mère, elle est la petite-fille de Paul Bonnecarrère.
Elle obtient un premier rôle au cinéma en 1998, alors qu'elle est lycéenne, dans Fin août, début septembre d'Olivier Assayas. Elle entre en 2001 au conservatoire d'art dramatique du 10e arrondissement de Paris qu'elle quitte en 2003. Elle travaille comme critique à la rédaction des Cahiers du cinéma de 2003 à 2005.
Elle réalise parallèlement plusieurs courts métrages. Son premier long métrage, Tout est pardonné, qui sort en 2007, obtient le prix Louis-Delluc du premier film.
Au festival de Cannes 2013, Mia Hansen-Løve  préside les jurys des prix Découverte du court-métrage et Révélation France 4 de la 52e Semaine de la critique.

### Vie privée
Mia Hansen-Løve a eu une fille en 2009 avec Olivier Assayas. Le couple s'est séparé en 2016 après quinze ans de vie commune.
On peut trouver de fortes réminiscences de la vie de la réalisatrice dans son œuvre : le personnage de l'architecte inspiré d'Olivier Assayas dans Un amour de jeunesse, le personnage d'Isabelle Huppert inspiré de la propre mère de la réalisatrice dans L'Avenir, le couple de cinéastes incarnés par Vicky Krieps et Tim Roth dans Bergman Island rappelle aussi son couple avec Assayas. 
Quant à ce dernier, il s'inspire d'elle pour le personnage de Flavia, incarné par Maud Wyler, dans Hors du temps, où la jeune Magdalena Lafont incarne Britt, inspirée de leur propre fille.

## Filmographie

### Réalisatrice et scénariste

#### Longs métrages
- 2007 : Tout est pardonné
- 2009 : Le Père de mes enfants
- 2011 : Un amour de jeunesse
- 2014 : Eden
- 2016 : L'Avenir
- 2018 : Maya
- 2021 : Bergman Island
- 2022 : Un beau matin

#### Courts métrages
- 2003 : Après mûre réflexion
- 2004 : Un pur esprit
- 2005 : Offre spéciale

### Actrice
- 1998 : Fin août, début septembre d'Olivier Assayas : Véra
- 2000 : Les Destinées sentimentales d'Olivier Assayas : Aline, la fille de Nathalie et Jean

## Distinctions

### Décoration
- Officière de l'ordre des Arts et des Lettres (25 mai 2023)

### Récompenses
- 2004 : Prix de l'aide à la création de la Fondation Gan pour le Cinéma pour le film Tout est pardonné
- 2007 : Prix Louis-Delluc du premier film pour Tout est pardonné
- Lumières 2010 : Prix Lumières du meilleur scénario pour Le Père de mes enfants
- Berlinale 2016 : Ours d'argent de la meilleure réalisation pour L'Avenir[4]
- Festival de Cannes 2022 : Label Europa Cinémas de la Quinzaine des cinéastes pour Un beau matin

### Nominations et sélections
- Festival de Cannes 2007 : sélection à la Quinzaine des réalisateurs pour Tout est pardonné
- Césars 2008 : Nomination au César du meilleur premier film pour Tout est pardonné
- Festival de Cannes 2009 : sélection à Un certain regard pour Le Père de mes enfants
- Festival de Locarno 2011 : sélection officielle pour Un amour de jeunesse
- Festival de Cannes 2021 : en compétition officielle pour Bergman Island
- Festival de Cannes 2022 : sélection à la Quinzaine des réalisateurs pour Un beau matin

## Entrées de ses films en France
| Année | Film                   | Entrées en France |
| ----- | ---------------------- | ----------------- |
| 2007  | Tout est pardonné      |                   |
| 2009  | Le Père de mes enfants | 74 880            |
| 2011  | Un amour de jeunesse   | 107 686           |
| 2014  | Eden                   | 56 137            |
| 2016  | L'Avenir               | 279 222           |
| 2018  | Maya                   | 47 268            |
| 2021  | Bergman Island         | 65 881            |
| 2022  | Un beau matin          | 72 459            |